# Spotlight Musicalproduktion
Die spotlight musicals GmbH mit Sitz in Fulda ist Entwickler und Produzent der im Stückwerk Verlag GbR erschienenen Musicals und unterhält Kooperationen mit Partnerfirmen. Das Unternehmen ist auf Musicaladaptionen historischer Stoffe sowie bekannter Romanvorlagen spezialisiert und veranstaltet seit 2014 jährlich den Musicalsommer Fulda.
Das Unternehmen wurde 2003 von Michael Weiß († 2006), Zeno Diegelmann, Dennis Martin und Peter Scholz in Fulda gegründet. Die Geschäftsführer sind Dennis Martin und Peter Scholz.

## Musicals

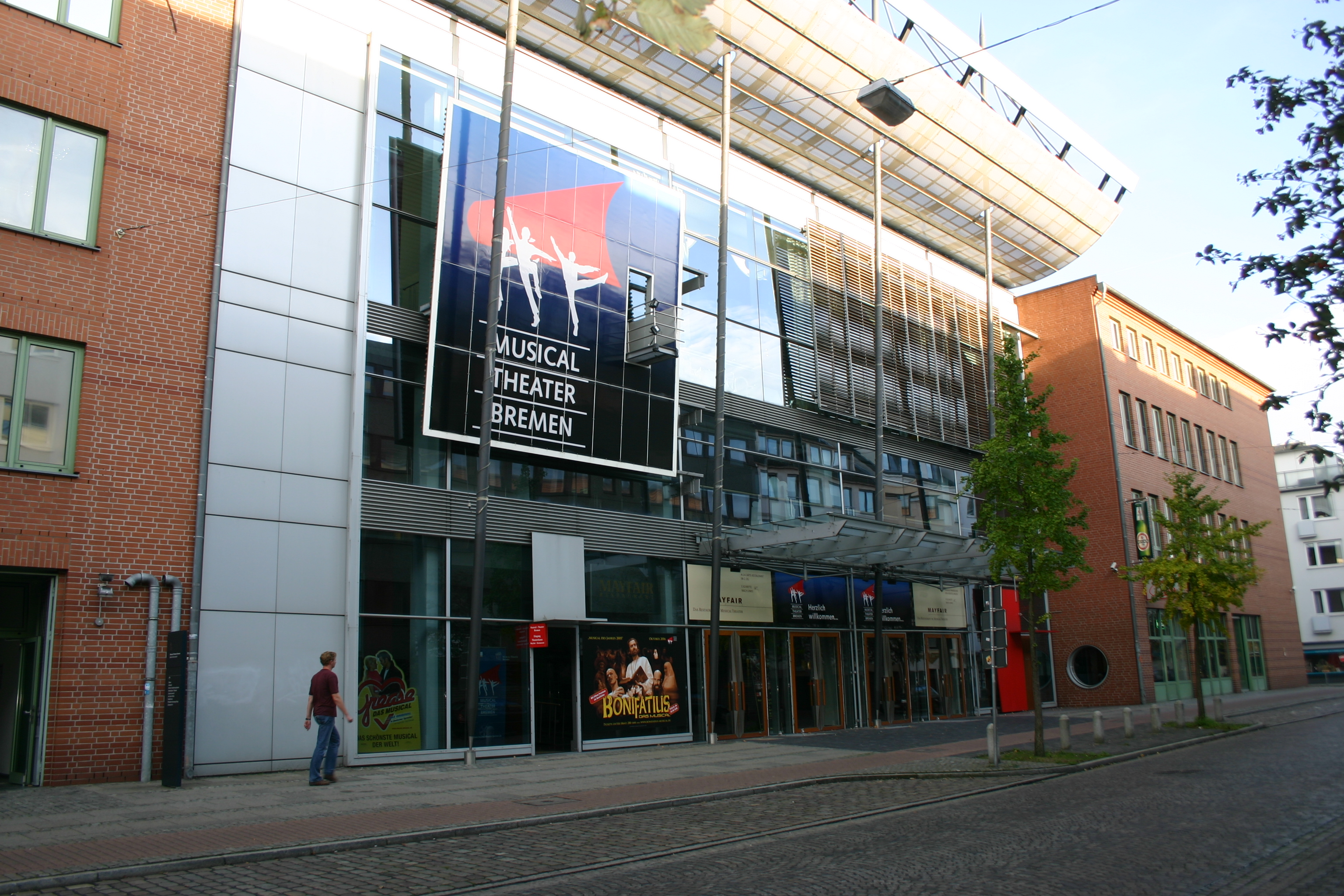
Musicaltheater Bremen (2006 Spielort von Bonifatius – Das Musical)

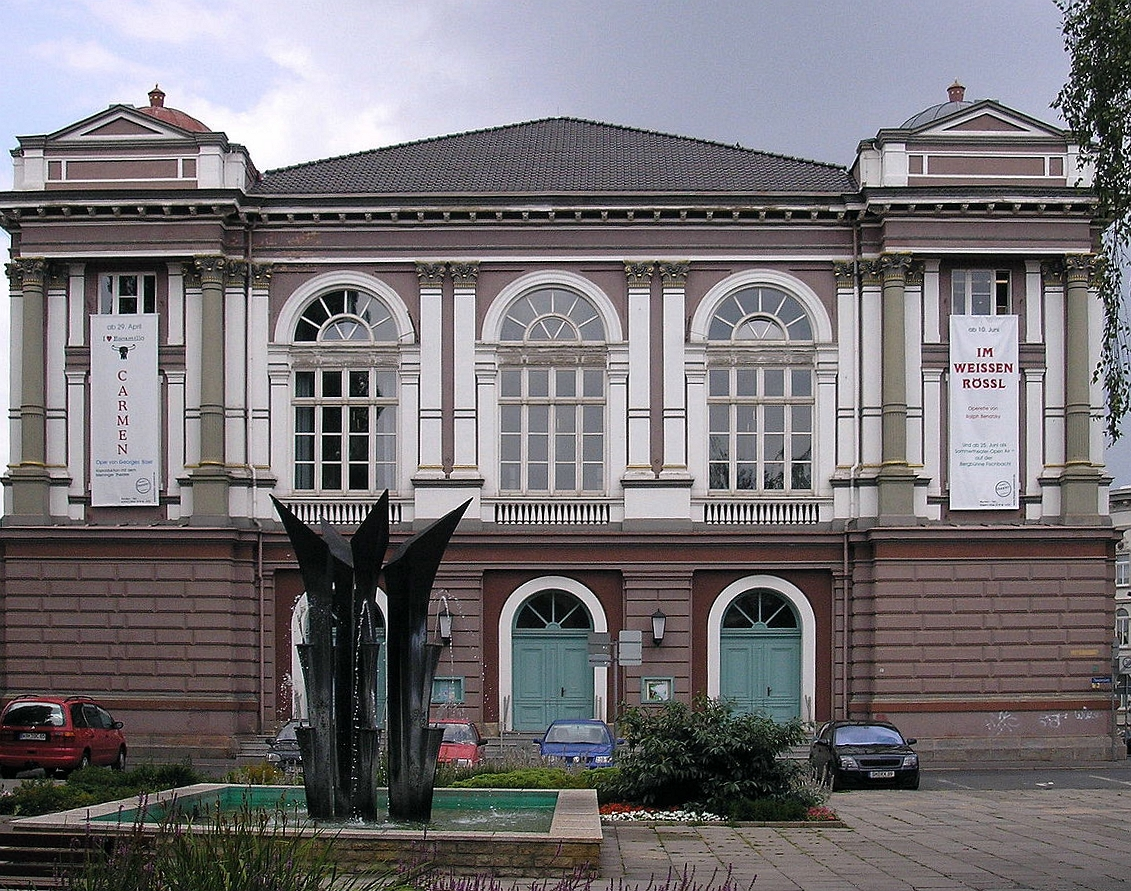
Landestheater Eisenach (2007–2009 Spielort von Elisabeth – Die Legende einer Heiligen)

Musicals der spotlight musicals GmbH:
- Bonifatius – Das Musical (Schlosstheater Fulda 2004–06/2010, Musicaltheater Bremen 2006, Theater Erfurt 2010)
- Elisabeth – Die Legende einer Heiligen (Landestheater Eisenach 2007–09, Stadthalle Marburg 2008–09, Weißenfels 2013–15)
- Die Päpstin – Das Musical (Schlosstheater Fulda 2011–15 / 2018–19, Theater Hameln 2012–13 / 2019, München 2013, Stadttheater Brünn 2012, Theater Nordhausen 2015, Neunkirchen/Saar 2017)
- Friedrich – Mythos und Tragödie (Metropolis-Halle Potsdam 2012,[6][7] Theater Hameln 2014)
- Kolpings Traum (Opernhaus Wuppertal 2013, Schlosstheater Fulda 2013, Lanxess Arena Köln 2015)
- Die Schatzinsel – Das Musical (Schlosstheater Fulda 2015 / 2018,  Stadttheater Brünn 2016, Theater Hameln 2016 und 2021/22, Festspielhaus Neuschwanstein 2022)
- Der Medicus – Das Musical (Schlosstheater Fulda 2016–18)
- Robin Hood  – Das Musical (Schlosstheater Fulda 2022)

## Auszeichnungen
- 2005: wurde Bonifatius von den Lesern der größten deutschen Musicalfachzeitschrift DaCapo zum besten Musical des Jahres gekürt.[8]
- 2007: Das Magazin DaCapo kürt Elisabeth – Die Legende einer Heiligen in der Kategorie „Short Term“, also mit begrenzten Vorstellungen, zum Musical des Jahres 2007.[9]
- 2019: Veranstalter des Jahrzehnts, gewählt von den Lesern des Online-Magazins DaCapo[10]

## Soziales Engagement
Die spotlight musicals GmbH engagiert sich seit dem Jahr 2007 für die Deutsche José Carreras Leukämie-Stiftung. Im Jahr 2006 unterstützte spotlight das Zentrum für trauernde Kinder e.V. Spotlight startete 2011 während der Spielzeit von Die Päpstin einen Spendenaufruf für die Deutsche PalliativStiftung. So konnten in zwei Spielzeiten über 200.000 EUR für die Hospizarbeit und Palliativversorgung gesammelt werden.